# Franjo Dular
Franjo Dular, slovenski veterinar, * 26. avgust 1860, Podboršt pri Sevnici, † 14. januar 1924, Bosanska Gradiška.

## Življenje in delo
Gimnazijo je v letih 1875–1881 obiskoval v Novem mestu, Veterinarsko visoko šolo pa je končal na Dunaju. V letih 1887-1888 je služboval v Dunajskem Novem mestu, do 1890 v Beljaku nato v Kulen Vakufu in od 1892-1924 v Bosanski Gradiški. Objavil je več knjig (Domači živinozdravnik, 1890; Umna živinoreja I-II, 1894/95; ter Krmila in mlekarstvo) in številne članke ter z njimi poučeval in spodbujal kmete za napredno kmetovanje predvsem v živinoreji ter tako nadaljeval delo, ki sta ga začela v 60tih in 70tih letih 19. stoletja J. Bleiweis in F. Govekar. 